# Blaž Furdi
Blaž Furdi, slovenski kolesar, * 27. maj 1988.
Furdi je nekdanji profesionalni kolesar, ki je tekmoval za ekipe Adria Mobil, Sava, Tirol Cycling Team in Meridiana–Kamen med letoma 2007 in 2014. Leta 2008 je zmagal na dirki VN Avtomojster. V letih 2009 in 2010 je osvojil belo majico za najboljšega mladega kolesarja na Dirki po Sloveniji. Leta 2011 je bil drugi na državnem prvenstvu v cestni dirki, leta 2010 pa tretji. Leta 2012 je prejel dvoletno prepoved tekmovanj zaradi dopinga, pozitiven je bil na amfetamine.